# Kokory

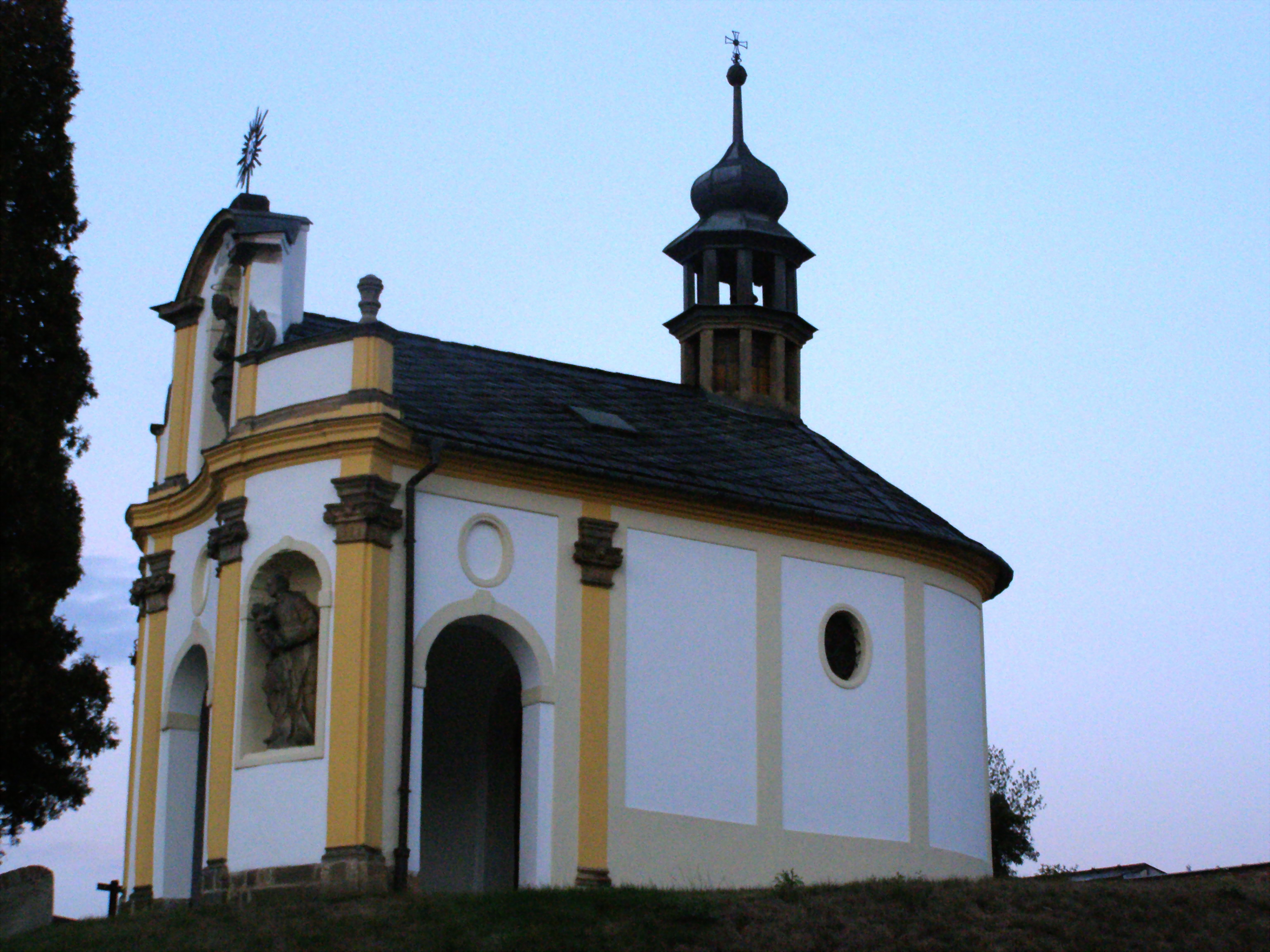
Kapelle des hl. Franz Xaver

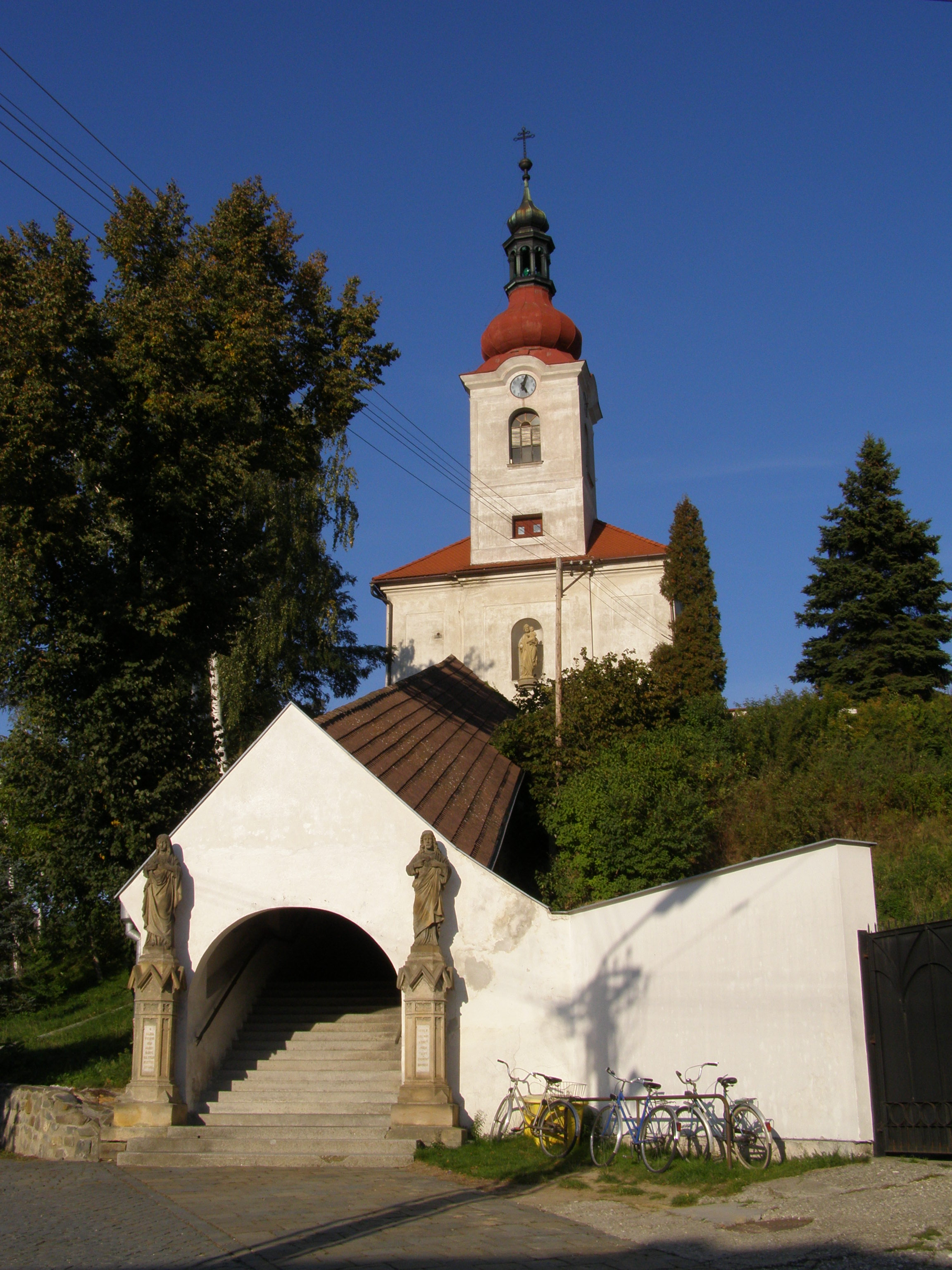
Pfarrkirche

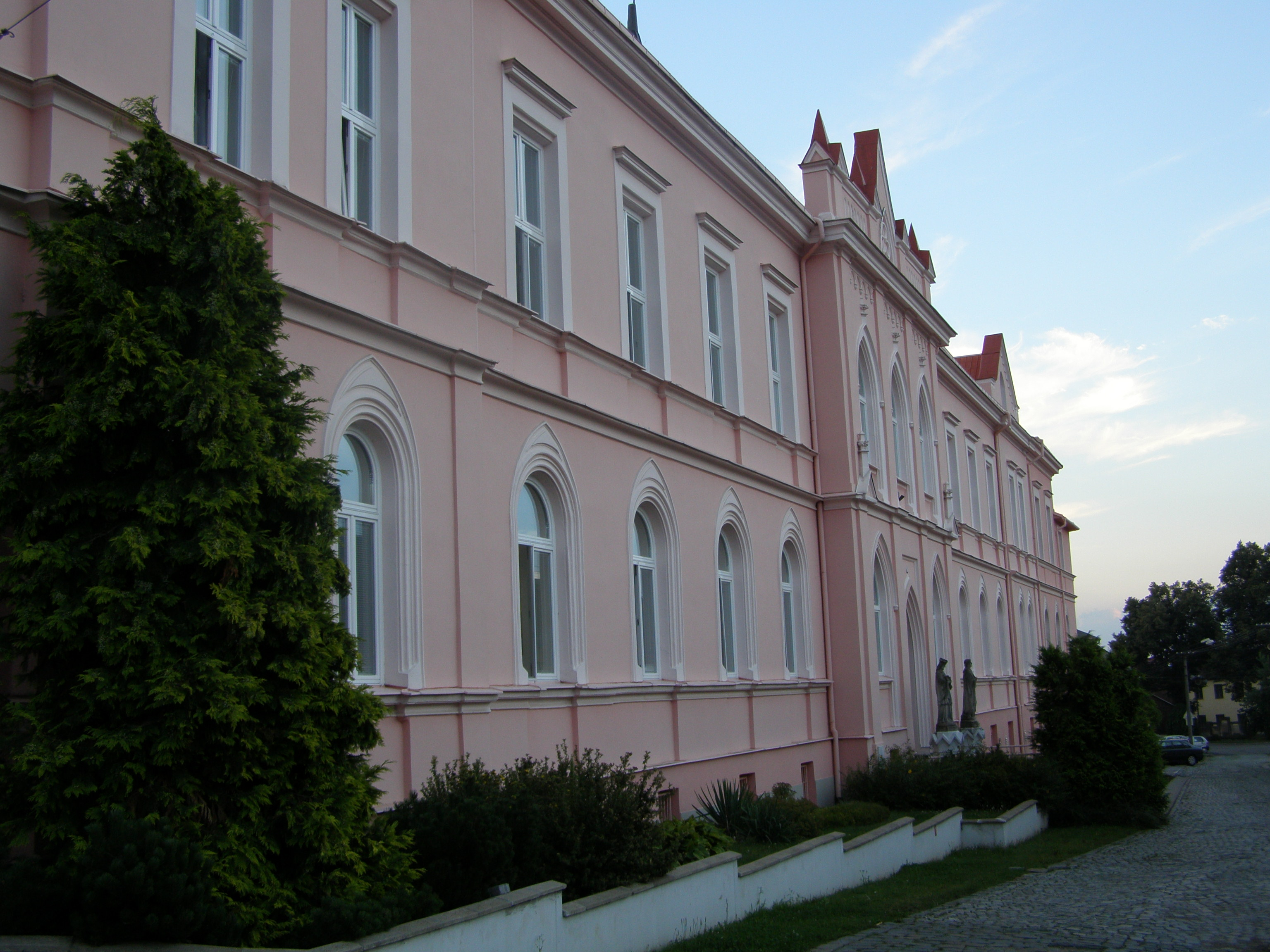
Ehemaliges Kloster

Kokory (deutsch Kokor) ist eine Gemeinde in Tschechien. Sie liegt sieben Kilometer nordwestlich von Přerov und gehört zum Okres Přerov.

## Geographie
Kokory befindet sich am südlichen Fuße der Oderberge im Hornomoravský úval (Obermährische Senke). Das Dorf liegt im Tal der Olešnice an der Einmündung des Baches Nelešovický potok. Östlich von Kokory wird die Olešnice im Teich Brambor gestaut. Durch Kokory verläuft die Staatsstraße I/55 zwischen Přerov und Olomouc.
Nachbarorte sind Čelechovice im Norden, Nelešovice und Penčice im Nordosten, Lhotka im Osten, Žeravice, Lapač und Předmostí im Südosten, Luková und Rokytnice im Süden, Brodek u Přerova im Südwesten, Hráza, Mladý Kaláb und Majetín im Westen sowie Krčmaň im Nordwesten.

## Geschichte
Archäologische Funde belegen eine Besiedlung des Gemeindegebietes seit der Bronzezeit. Die erste schriftliche Erwähnung von Kokor erfolgte im Jahre 1279. Das Dorf war der Stammsitz des Vladikengeschlechts von Kokor. Ab 1283 wurde der Ort als Cocor, ab 1283 als Cokor, 1364 als Kokorn, 1368 als Kockor, 1394 als Kokarn, ab 1437 als Cokory, 1464 als Kokory, 1642 als Cockern, 1675 als Cockory, ab 1718 als Kokor und ab 1771 als Kokorium bezeichnet. Die erste Erwähnung einer Kirche in Kokor erfolgte 1371, als Zbyněk von Kokor das Kirchenpatronat erhielt. Besitzer waren die Herren von Kokor, später das Geschlecht von Ludanitz. Zu Zeiten der Herren von Ludanitz erhob Kaiser Ferdinand I. Kokor im Jahre 1535 zum Markt. Die Matriken wurden ab 1629 in Přerov und seit 1700 in Kokor geführt. Nach dem Dreißigjährigen Krieg erhielt der Jesuitenorden das Gut übertragen. Unter den Jesuiten erfuhr Kokory seine barocke Blütezeit. Nach der Aufhebung des Jesuitenordens fiel Kokor 1773 dem Studienfonds zu, von dem die Freiherren Eichhoff auf Rokytnice das Gut kauften. Bis zur Mitte des 19. Jahrhunderts blieb Kokory immer zur Herrschaft Rokytnice untertänig.
Nach der Aufhebung der Patrimonialherrschaften bildete Kokory/Kokor eine Gemeinde in der Bezirkshauptmannschaft Kremsier. Im Jahre 1855 wurde die Gemeinde dem Bezirk Prerau und 1868 wieder dem Bezirk Kremsier zugeordnet. Seit 1877 gehört das Dorf zum Okres Přerov. Im Jahre 1976 wurden die Gemeinden Nelešovice und Lhotka dem örtlichen Nationalausschuss Kokory anschlossen, sie lösten sich 1990 wieder los.

## Gemeindegliederung
Für die Gemeinde Kokory sind keine Ortsteile ausgewiesen.

## Sehenswürdigkeiten
- Barocke Kapelle des hl. Franz Xaver, erbaut 1724 durch den Jesuitenorden. Die bei der Kapelle befindliche Heilquelle ist derzeit versiegt.
- Pfarrkirche Mariä Himmelfahrt, der seit 1810 vorgesehene Neubau war vom Staatsbankrott und den Napoleonischen Kriegen überschattet und wurde deshalb deutlich verkleinert ausgeführt. Die Glocke Jesus Christus stammt aus dem Jahre 1477, das Taufbecken von 1771.
- Barocke Brauerei, sie entstand unter den Jesuiten und wurde 1890 durch den Freiherrn von Eichhoff um eine Mälzerei erweitert. Im Jahre 1901 wurde der Braubetrieb eingestellt. 1916 verkauften die Freiherren von Eichhoff das Objekt an den Pächter Ladislav Šilhavý aus Přerov. Während des Zweiten Weltkrieges wurde das Objekt als Depot der Wehrmacht genutzt. Die Mälzerei wurde 1947 liquidiert. Später wurden Teile des Objektes vom Großhandelsbetrieb Přerov als Obst- und Grünzeuglager genützt.
- ehemaliges Dominikanerinnenkloster an der Kirche, es dient heute als Heim für gesundheitlich Geschädigte
- Statue des hl. Florian
- Schule, rundkubistischer Bau aus dem Anfang des 20. Jahrhunderts